# Brachydiplax duivenbodei
Brachydiplax duivenbodei är en trollsländeart som först beskrevs av Brauer 1866.  Brachydiplax duivenbodei ingår i släktet Brachydiplax och familjen segeltrollsländor. IUCN kategoriserar arten globalt som livskraftig. Inga underarter finns listade i Catalogue of Life.